# Olympiakos Syndesmos Filathlōn Peiraiōs 2020-2021 (pallacanestro maschile)
Questa voce raccoglie le informazioni riguardanti l'Olympiakos B.C. nelle competizioni ufficiali della stagione 2020-2021.

## Stagione
Nella stagione 2020-2021 l'Olympiakos partecipa solo all'Euroleague Basketball.

## Roster
Aggiornato al 2 agosto 2020.
| Olympiakos 2020-21 | Olympiakos 2020-21 |
| Giocatori          | Staff tecnico      |
| ------------------ | ------------------ |

| N. | Naz.                                            | Ruolo | Nome                     | Anno | Alt.   | Peso   |  |
| -- | ----------------------------------------------- | ----- | ------------------------ | ---- | ------ | ------ |  |
| 1  | Grecia (bandiera)                               | P     | Alexandros Nikolaidīs    | 2002 | 187 cm | 75 kg  |  |
| 2  | Stati Uniti (bandiera)                          | G     | Aaron Harrison           | 1994 | 198 cm | 95 kg  |  |
| 4  | Grecia (bandiera)                               | AG    | Vasilīs Charalampopoulos | 1997 | 204 cm | 109 kg |  |
| 5  | Grecia (bandiera)                               | G     | Giannoulīs Larentzakīs   | 1993 | 196 cm | 91 kg  |  |
| 6  | Grecia (bandiera)                               | P     | Antōnīs Koniarīs         | 1997 | 193 cm | 86 kg  |  |
| 7  | Grecia (bandiera)                               | G     | Vasilīs Spanoulīs (C)    | 1982 | 193 cm | 91 kg  |  |
| 11 | Grecia (bandiera)                               | PG    | Kōstas Sloukas           | 1990 | 190 cm | 95 kg  |  |
| 12 | Stati Uniti (bandiera)                          | AG    | Hassan Martin            | 1995 | 201 cm | 107 kg |  |
| 14 | Bulgaria (bandiera) · Grecia (bandiera)         | AG    | Aleksandăr Vezenkov      | 1995 | 206 cm | 102 kg |  |
| 15 | Grecia (bandiera)                               | AG    | Giōrgos Printezīs        | 1985 | 205 cm | 105 kg |  |
| 16 | Grecia (bandiera)                               | AP    | Kōstas Papanikolaou      | 1990 | 204 cm | 104 kg |  |
| 17 | Francia (bandiera)                              | A     | Livio Jean-Charles       | 1993 | 206 cm | 104 kg |  |
| 22 | Stati Uniti (bandiera) · Serbia (bandiera)      | G     | Charles Jenkins          | 1989 | 191 cm | 100 kg |  |
| 31 | Stati Uniti (bandiera) · Grecia (bandiera)      | C     | Kosta Koufos             | 1989 | 213 cm | 120 kg |  |
| 32 | Stati Uniti (bandiera)                          | C     | Octavius Ellis           | 1993 | 208 cm | 107 kg |  |
| 77 | Stati Uniti (bandiera) · Azerbaigian (bandiera) | AP    | Shaquielle McKissic      | 1990 | 196 cm | 91 kg  |  |

| Allenatore |
| - Giōrgos Mpartzōkas |
| Assistente/i |
| - Michalīs Kalavros - Giōrgos Mpozikas - Chrīstos Pappas - Stefanos Triantafyllos Legenda - (C) Capitano - (IN) Inattivo - Infortunato Roster |

## Mercato

### Sessione estiva
| Acquisti | Acquisti               | Acquisti       | Acquisti      | Acquisti |
| R.       | Nome                   | da             | Modalità      |          |
| -------- | ---------------------- | -------------- | ------------- | -------- |
| AG       | Hassan Martin          | Budućnost      | svincolato    |          |
| A        | Livio Jean-Charles     | ASVEL          | svincolato    |          |
| C        | Ethan Happ             | Vanoli Cremona | fine prestito |          |
| G        | Giannoulīs Larentzakīs | Murcia         | svincolato    |          |
| G        | Charles Jenkins        | Stella Rossa   | svincolato    |          |
| G        | Aaron Harrison         | Galatasaray    | svincolato    |          |
| PG       | Nikos Arsenopoulos     | Olympiakos B   | fine prestito |          |
| PG       | Kōstas Sloukas         | Fenerbahçe     | svincolato    |          |

| Cessioni | Cessioni           | Cessioni           | Cessioni       | Cessioni |
| R.       | Nome               | a                  | Modalità       |          |
| -------- | ------------------ | ------------------ | -------------- | -------- |
| C        | Nikola Milutinov   | CSKA Mosca         | fine contratto |          |
| C        | Ethan Happ         | Fortitudo Bologna  | rescissione    |          |
| P        | Dwight Buycks      | Nanterre 92        | fine contratto |          |
| P        | Wade Baldwin       | Bayern Monaco      | rescissione    |          |
| AG       | Augustine Rubit    | Žalgiris Kaunas    | rescissione    |          |
| PG       | Nikos Arsenopoulos | Kolossos Rodi      | fine contratto |          |
| PG       | Taylor Rochestie   | Free agent         | fine contratto |          |
| G        | Brandon Paul       | Free agent         | rescissione    |          |
| A        | Aleksej Pokuševski | Minnesota T'wolves | rescissione    |          |

### Dopo l'inizio della stagione
| Acquisti | Acquisti         | Acquisti   | Acquisti         | Acquisti      |
| R.       | Nome             | da         | Data             | Modalità      |
| -------- | ---------------- | ---------- | ---------------- | ------------- |
| C        | Kosta Koufos     | Free agent | 20 febbraio 2021 | svincolato    |
| P        | Antōnīs Koniarīs | Obradoiro  | 1 marzo 2021     | fine prestito |

| Cessioni | Cessioni         | Cessioni        | Cessioni        | Cessioni |
| R.       | Nome             | a               | Data            | Modalità |
| -------- | ---------------- | --------------- | --------------- | -------- |
| P        | Antōnīs Koniarīs | Obradoiro       | 16 gennaio 2021 | prestito |
| P        | Antōnīs Koniarīs | Iōnikos Nikaias | 1 marzo 2021    | prestito |